# 山本佐知子
山本 佐知子（やまもと さちこ、1967年〈昭和42年〉10月24日 - ）は、日本の政治家。自由民主党所属の参議院議員（1期）、農林水産大臣政務官。
元三重県議会議員（1期）。祖父は元自治大臣の山本幸雄で、祖父の養女となり姓を継いでいる。父は元長浜市長の川島信也、弟は滋賀県議会議員の川島隆二。もう一人の弟は山本の第一秘書。

## 来歴
三重県桑名市出身。神戸大学法学部卒業後、住友銀行で勤務する。その後オハイオ大学大学院修士課程（開発学）を修了し、東京都内の観光業で約20年間働いた。「明治日本の産業革命遺産」の世界遺産登録に関わる。
2016年の第24回参議院議員通常選挙に三重県選挙区（改選数1）から自由民主党公認で立候補したが、民進党公認で野党統一候補の芝博一に敗れ、落選。団体職員を経て、2019年三重県議会議員選挙で桑名市・桑名郡選挙区から出馬しトップ当選した。その後は自民党三重県連の女性局長を務めた。
2022年の第26回参議院議員通常選挙で三重県選挙区から立候補し、立民民主党と国民民主党が推薦した無所属の芳野正英ら3候補を破り初当選した。
2023年1月16日、祖父と同じ平成研究会に入会した。
2024年11月13日、第2次石破内閣で農林水産大臣政務官に就任。

## 政策・主張

### 憲法
- 憲法改正について、2022年のNHK、毎日新聞社のアンケートで「賛成」と回答[9][10]。
- 9条改憲について、2022年の毎日新聞社のアンケートで「改正して、自衛隊の存在を明記すべきだ」と回答[10]。9条への自衛隊の明記について、2022年のNHKのアンケートで「賛成」と回答[9]。
- 憲法を改正し緊急事態条項を設けることについて、2022年のNHKのアンケートで「賛成」と回答[9]。

### 外交・安全保障
- 敵基地攻撃能力を持つことについて、2022年のNHKのアンケートで「賛成」と回答[9]。
- 普天間基地の辺野古移設について、2022年の毎日新聞社のアンケートで「どちらかと言えば賛成」と回答[10]。
- ロシアは2022年2月24日、ウクライナへの全面的な軍事侵攻を開始した[11]。日本政府が行ったロシアに対する制裁措置についてどう考えるかとの問いに対し、2022年のNHKのアンケートで「適切だ」と回答[9]。同年の毎日新聞社のアンケートで「制裁をより強めるべきだ」と回答[10]。
- 2022年6月7日、政府は経済財政運営の指針「骨太方針」を閣議決定した。NATO加盟国が国防費の目標としている「GDP比2％以上」が例示され、防衛力を5年以内に抜本的に強化する方針が明記された[12]。「防衛費を今後どうしていくべきだと考えるか」との問いに対し、2022年のNHKのアンケートで「ある程度増やすべき」と回答[9]。
- 徴用工訴訟問題や慰安婦問題などをめぐり日韓の対立が続くなか、関係改善についてどう考えるかとの問いに対し、2022年の毎日新聞社のアンケートで「韓国政府がより譲歩すべきだ」と回答[10]。

### ジェンダー
- 選択的夫婦別姓制度の導入について、2022年のNHKのアンケートで回答しなかった[9]。同年の毎日新聞社のアンケートで、選択肢以外の回答をした[10]。
- 同性婚を可能とする法改正について、2022年のNHKのアンケートで「反対」と回答[9]。
- クオータ制の導入について、2022年のNHKのアンケートで回答しなかった[9]。

### その他
- アベノミクスについて、2022年の毎日新聞社のアンケートで「当面は継続すべきだ」と回答[10]。
- 「原子力発電への依存度を今後どうするべきか」との問題提起に対し、2022年のNHKのアンケートで回答しなかった[9]。
- 国会議員の被選挙権年齢の引き下げについて、2022年の毎日新聞社のアンケートで「賛成」と回答[10]。
- 2016年の米国大統領選挙について「ドナルド・トランプとヒラリー・クリントンのどちらを支持するか」との問いに対し、2016年の毎日新聞社のアンケートで「クリントン」と回答[13]。
- 2016年2月8日、高市早苗総務大臣は、放送局が政治的公平性を欠く放送を繰り返した場合、電波法に基づき電波停止を命じる可能性に言及した[14]。安倍晋三首相は2月15日の衆議院予算委員会で野党の批判に反論し、高市の発言を擁護した[15]。政府の姿勢をどう思うかとの問いに対し、2016年の毎日新聞社のアンケートで「問題とは思わない」と回答[13]。

## 支援団体
- 全国たばこ販売政治連盟（2022年参院選組織推薦候補者）[16]

## 選挙歴
| 当落 | 選挙                     | 執行日         | 年齢 | 選挙区               | 政党       | 得票数     | 得票率 | 定数 | 得票順位 /候補者数 | 政党内比例順位 /政党当選者数 |
| ---- | ------------------------ | -------------- | ---- | -------------------- | ---------- | ---------- | ------ | ---- | ------------------ | ---------------------------- |
| 落   | 第24回参議院議員通常選挙 | 2016年07月10日 | 48   | 三重県選挙区         | 自由民主党 | 42万929票  | 47.48% | 1    | 1/3                | /                            |
| 当   | 2019年三重県議会議員選挙 | 2019年4月7日   | 51   | 桑名市・桑名郡選挙区 | 自由民主党 | 1万3513票  | ーー   | 4    | 1/5                | /                            |
| 当   | 第26回参議院議員通常選挙 | 2022年07月10日 | 54   | 三重県選挙区         | 自由民主党 | 40万3630票 | 53.44% | 1    | 1/4                | /                            |